# Ekaterina Khilko
Ekaterina Khilko (ouzbek : Yekaterina Xilko ; russe : Екатерина Хилько) est une trampoliniste ouzbèke, née le 25 mars 1982 à Tachkent, alors en URSS.
Elle a commencé à pratiquer le trampoline en 1990 et a participé à ses premières compétitions internationales en 1995.
Elle a participé pour la première fois aux Jeux olympiques à Sydney en 2000, où elle a terminé à la quatrième place, puis à Athènes en 2004, et enfin à Pékin en 2008, où elle a accroché la médaille de bronze.
Après sa médaille à Pékin, son pays l'a décorée du titre O'zbekiston Iftihori (« fierté de l'Ouzbékistan »).